# Daoxiang de Zhao
Daoxiang de Zhao (chinois: 趙悼襄王) (mort en 236 av. J.C., régné en 244 – 236 av. J.C.) était un roi dans l'État de Zhao pendant la Période des Royaumes combattants de l'histoire chinoise.
Né sous le nom de Zhao Yan du roi Xiaocheng de Zhao, il n'était pas à l'origine préparé pour succéder au trône. Cependant, son chemin vers le trône a été facilité par les circonstances. Premièrement, l'héritier du trône de Zhao devait passer une grande partie de sa jeunesse en otage à la cour de Qin – ce qui le rendait vulnérable aux intrigues de la cour. Deuxièmement, le ministre Guo Kai avait l'intention de faire de Zhao Yan le prochain roi. Par conséquent, lorsque le roi Xiaocheng est mort, au lieu d'accueillir l'héritier légitime à Handan, Guo Kai a proclamé Zhao Yan comme roi à la place. Le célèbre général Zhao Lian Po s'est opposé à cet état de fait et a démissionné de ses fonctions en conséquence.
Le règne du roi Daoxiang a vu Zhao s'engager dans une guerre avec son voisin oriental, Yan. Sous le commandement du général Li Mu, Zhao a lancé deux campagnes réussies contre Yan en 244 et en 235 av. J.C., gagnant des terres dans ce qui est maintenant le centre du Hebei.
Zhao Daoxiang est mort en 236 av. J.C., au milieu d'une invasion Qin de Zhao et a été remplacé par le roi Youmiu.

## La culture populaire
Dans Manga et Anime Kingdom, il était considéré comme un roi bisexuel, ayant de jeunes garçons et filles à ses côtés.